# Polje (Raša)
 Polje  (olaszul: Poglie San Giovanni) falu Horvátországban, Isztria megyében. Közigazgatásilag Rašához tartozik.

## Fekvése
Az Isztria keleti részén, Labin központjától 13 km-re, községközpontjától 9 km-re délnyugatra a Raša-öböl északkeleti partja felett fekszik.

## Története
A településnek 1880-ban 37, 1910-ben 42 lakosa volt. Az első világháború után Olaszországhoz került. A második világháború után Jugoszlávia része lett. Jugoszlávia felbomlása után 1991-ben a független Horvátország része lett. 2011-ben a falunak 25 lakosa volt.

## Nevezetességei
Keresztelő Szent János tiszteletére szentelt kis temploma 1608-ban épült.

## Lakosság
| Lakosság változása | Lakosság változása | Lakosság változása | Lakosság változása | Lakosság változása | Lakosság változása | Lakosság változása | Lakosság változása | Lakosság változása | Lakosság változása | Lakosság változása | Lakosság változása | Lakosság változása | Lakosság változása | Lakosság változása | Lakosság változása |
| ------------------ | ------------------ | ------------------ | ------------------ | ------------------ | ------------------ | ------------------ | ------------------ | ------------------ | ------------------ | ------------------ | ------------------ | ------------------ | ------------------ | ------------------ | ------------------ |
| 1857               | 1869               | 1880               | 1890               | 1900               | 1910               | 1921               | 1931               | 1948               | 1953               | 1961               | 1971               | 1981               | 1991               | 2001               | 2011               |
| 0                  | 0                  | 37                 | 55                 | 36                 | 42                 | 0                  | 0                  | 74                 | 48                 | 46                 | 36                 | 24                 | 19                 | 26                 | 25                 |